# ليونارد سوسنوفسكي
ليونارد سوسنوفسكي (بالبولندية: Leonard Sosnowski)‏ (من مواليد 19 فبراير عام1911 – توفى في 9 نوفمبر عام 1986 م) هو فيزيائي من بولندا.
توفي عن عمر يناهز 75 عاماً.

## التعليم
تعلم في جامعة وارسو

## مناصب وهيئات
أدار جامعة وارسو.